# 51 Batalion Saperów
51 batalion saperów (51 bsap) – pododdział wojsk inżynieryjnych ludowego Wojska Polskiego. W 1967 przemianowany w 9 Kołobrzeski batalion saperów.

## Formowanie i działania 51 bsap
Batalion został sformowany w sierpniu 1945 r. na podstawie rozkazu Naczelnego Dowódcy WP nr 38/45 z 15 sierpnia 1945 r. w Skierniewicach, jako jednostka organiczna 18 Dywizji Piechoty.
Po krótkim przeszkoleniu i osiągnięciu zdolności do działań bojowych oraz po dyslokacji, w październiku 1945 r., do Augustowa, przystąpił do walk z podziemiem na terenie województwa białostockiego (oddziały „Łoma”, „Groma” i „Świerka”). W latach 1945–1947 batalion operował przede wszystkim w rejonach Augustowa i Sokółki (miejscowości: Kolnica, Sucha Rzeczka, Lipsk, Krynia, Jesionówka, Korycin, Płaskie i Mikoszówka).
Batalion prowadził rozminowanie terenów województwa białostockiego – Augustowa, powiatu augustowskiego, powiatu Bielsk Podlaski i strefy przygranicznej na odcinku od Gołdapi do Białowieży. Przez wiele lat po wojnie prowadził oczyszczanie terenu z niewybuchów i materiałów niebezpiecznych na terenie województwa olsztyńskiego i białostockiego. Żołnierze batalionu wykryli i unieszkodliwili kilkadziesiąt tysięcy min oraz ponad 100 tys. sztuk różnego rodzaju amunicji i innych niewybuchów. Rozminowali i sprawdzili kilkaset kilometrów dróg i ulic, ponad 239 tys. ha ziemi ornej, łąk i lasów, 7 jezior (brzegów). W rozminowaniu batalion stracił 4 zabitych (kilku żołnierzy odniosło rany).
Batalion brał udział w zwalczaniu klęsk żywiołowych, a szczególnie w akcjach przeciwlodowych i przeciwpowodziowych na Narwi i Wiśle w rej. Łomża, Strękowa Góra, Osowiec, Nowy Dwór Mazowiecki, i Wyszogród oraz w gaszeniu pożarów w rejonach Ełku i Augustowa (Serwy).
Jednostka uczestniczyła w pracach na rzecz gospodarki narodowej. Brała udział w odbudowie Augustowa (np. szkoły), budowie mostów w miejscowościach: Mieduniszki Małe (pow. gołdapski), Olecko, Strabla (pow. bielski), Pomiechówek (na rzece Wkra), Myczkowce (na Solinie), Ruda (powiat piski). Uczestniczyła też w realizacji obiektów specjalnych dla wojska.
W walkach z podziemiem jednostka straciła 7 żołnierzy.
Jesienią 1956 roku, po rozformowaniu 18 DP, batalion został podporządkowany bezpośrednio dowódcy Warszawskiego Okręgu Wojskowego.

## Batalion jako 9 Kołobrzeski bsap
30 września 1967 r. jednostka przyjęła dziedzictwo tradycji oraz numer i nazwę wyróżniającą 9 Kołobrzeskiego Batalionu Saperów.
Batalion został rozformowany 27 marca 1970 r.

## Dowódcy batalionu
- Michał Piestrakow,
- Stanisław Staniszewski,
- Władysław Kuś,
- Władysław Wierzbicki,
- kpt Stanisław Biernat.